# 防止海洋石油污染國際公約
防止石油污染海洋國際公約（英語：International Convention for the Prevention of Pollution of the Sea by Oil，縮寫：OILPOL），簡稱《油污公約》。1954年5月12日於英國倫敦簽署（OILPOL 54），1958年7月26日生效，是國際有關海洋環境保護的第一個多邊公約，並於1962年（OILPOL 62）、1969年（OILPOL 69）和1971年（OILPOL 71）進行三次修訂。1973 年，該約被納入《防止船舶汙染國際公約》(英語：International Convention for the Prevention of Pollution from Ships, MARPOL 73/78)。
本約初由英國政府代管，1959年起由國際海事組織 管理和推廣。公約認知：大多數石油污染是由船上的例行操作（例如清潔貨艙）造成；當時的一般做法僅用水沖洗儲槽，後即任將混油污水洩入海中。本約禁止在沿岸一定距離內以及對環境危害嚴重的「特殊區域」中傾倒含油廢棄物。

## 大堡礁事件
1970年3月3日，賴比瑞亞籍油輪Oceanic Grandeur號由印尼杜邁駛往澳洲布里斯班的途中於托雷斯海峽附近觸礁，導致原油嚴重外洩。翌年，OILPOL 71 以此事件進行修訂，將禁區範圍延伸至大堡礁。

## 外部連結
- 1954年國際防止海洋油污染公約（中華人民共和國商務部全球法規網）